# Tropinone reduttasi
La tropinone reduttasi è un enzima appartenente alla classe delle ossidoreduttasi, che catalizza la seguente reazione:
pseudotropina + NADP+ ⇄ tropinone + NADPH + H+
Questo enzima, come la tropina deidrogenasi (o TR-I), agisce ad un punto chiave del metabolismo dei tropano alcaloidi. La tropina (prodotto della TR-I) è incorporata nella isociamina e nella scopolamina, mentre la pseudotropina (prodotto di questo enzima) è il primo metabolita specifico del pathway delle calistegine. I due enzimi sono sempre presenti insieme in tutte le specie che producono tropano-alcaloidi, hanno un substrato comune (il tropinone) e sono strettamente stereospecifici.